# プルト条約
プルト条約（ロシア語: Прутский мирный договор）は、1711年7月21日に、モルダヴィアのプルト川河岸において、オスマン帝国とロシア・ツァーリ国が結んだ平和条約である。
条約はロシア・トルコ戦争（1710年‐1711年、プルト川の戦いとも）を終結させた。

## 内容
条約の条件は以下ほどのものであった。
- ロシアはオスマン帝国にアゾフを譲る。
- ロシアはタガンログをはじめ、南ロシアにある要塞の全てを破却する。
- ロシアはアゾフ地域においてオスマン帝国の要塞の構築を認める。
- ロシアはクリミア・ハン国へのザポロージャのコサックによる遠征を制止する。
- ロシアは右岸ウクライナをポーランド・リトアニア共和国の領土として認め、そこから撤退する。
- ロシアはポーランド・リトアニア共和国の政治に介入しないと約束する。
- ロシアはスウェーデン国王カール12世にロシア国内経由で帰国を許可する。